# Episodi de I ragazzi del sabato sera (seconda stagione)
La seconda stagione della serie televisiva I ragazzi del sabato sera è stata trasmessa in anteprima negli Stati Uniti d'America dalla ABC tra il 23 settembre 1976 e il 3 marzo 1977.
| nº | Titolo originale                        | Titolo italiano | Prima TV USA      | Prima TV Italia |
| -- | --------------------------------------- | --------------- | ----------------- | --------------- |
| 1  | Career Day                              |                 | 23 settembre 1976 |                 |
| 2  | Inherit the Halibut                     |                 | 30 settembre 1976 |                 |
| 3  | Sweatside Story                         |                 | 7 ottobre 1976    |                 |
| 4  | The Fight                               |                 | 21 ottobre 1976   |                 |
| 5  | The Museum                              |                 | 28 ottobre 1976   |                 |
| 6  | Gabe Under Pressure                     |                 | 4 novembre 1976   |                 |
| 7  | Sweathog, Nebraska Style                |                 | 11 novembre 1976  |                 |
| 8  | Sadie Hawkins Day                       |                 | 18 novembre 1976  |                 |
| 9  | Hello Ms. Chips                         |                 | 2 dicembre 1976   |                 |
| 10 | Horshack vs. Carvelli                   |                 | 9 dicembre 1976   |                 |
| 11 | Sweathog Clinic for the Cure of Smoking |                 | 16 dicembre 1976  |                 |
| 12 | Hark, the Sweatkings                    |                 | 23 dicembre 1976  |                 |
| 13 | A Love Story                            |                 | 30 dicembre 1976  |                 |
| 14 | Caruso's Way                            |                 | 6 gennaio 1977    |                 |
| 15 | Sweatgate Scandal                       |                 | 13 gennaio 1977   |                 |
| 16 | Kotter and Son                          |                 | 20 gennaio 1977   |                 |
| 17 | Chicken a la Kotter                     |                 | 27 gennaio 1977   |                 |
| 18 | Has Anyone Seen Arnold?                 |                 | 3 febbraio 1977   |                 |
| 19 | There Goes Number 5                     |                 | 3 febbraio 1977   |                 |
| 20 | The Littlest Sweathog                   |                 | 10 febbraio 1977  |                 |
| 21 | Radio Free Freddie                      |                 | 17 febbraio 1977  |                 |
| 22 | I'm Having Their Baby                   |                 | 24 febbraio 1977  |                 |
| 23 | I Wonder Who's Kissing Gabe Now         |                 | 3 marzo 1977      |                 |